# 棉花竹
棉花竹（学名：Tongpeia fungosa）为禾本科同培竹属下的一个种，原属于箭竹属。